# Charlie Robertson
Charles Culbertson Robertson (Dexter, 31 gennaio 1896 – Fort Worth, 23 agosto 1984) è stato un giocatore di baseball statunitense. Il 30 aprile 1922 lanciò la quinta partita perfetta della storia della Major League Baseball (MLB)

## L'inizio della carriera
Nato a Dexter e cresciuto a Nocona, in Texas, si diplomò alla Nocona High School nel 1915. Robertson frequentò l'Austin College dal 1917 al 1919. Iniziò la sua carriera con i Chicago White Sox nel 1919 quando aveva 23 anni. Robertson fu un giocatore nella media per gran parte della sua carriera ottenendo a fine carriera un bilancio di 49 vittorie e 80 sconfitte. Nel suo primo anno giocò una sola gara, lanciando per due inning e perdendo la partita. In ogni singola stagione, non vinse mai più partite di quante ne perse. Il suo lancio migliore era una palla curva lenta che lanciava spesso al primo tiro ad ogni battitore all'uno o all'altro lato del piatto (destro o mancino). Di solito questo lancio era seguito da un altro: una palla veloce nella parte alta dell'area di strike. Dopo due anni trascorsi nelle squadre minori dei Chicago White Sox, tornò in prima squadra nel 1922

## La partita perfetta
Il 30 aprile 1922, presso il Navin Field (che diventò poi il "Tiger Stadium"), alla sua quarta partenza come titolare in carriera, lanciò la quinta partita perfetta della storia della Major League Baseball contro i Detroit Tigers di Ty Cobb, diventando così il primo lanciatore della storia della Major League a lanciare una partita perfetta in trasferta.
Nel secondo inning, una spettacolare presa a tuffo di Johnny Mostil su una battuta tesa sulla sinistra del campo, battuta di Bobby Veach, salvò le sue speranze di partita perfetta. Nel corso della gara, Robertson trovò il proprio ritmo, e lancio dopo lancio raggiunse la partita perfetta. Cobb, infuriato per essere stato eliminato tre volte, si disse sicuro che Robertson aveva raggiunto la perfezione barando, trattando la palla con grasso e altre sostanze per renderne imprevedibile la traiettoria. A queste, si aggiunsero anche le proteste di un altro futuro Hall of Famer, Harry Heilmann.
Dopo la partita, i Tigers sottoposero varie palle usate durante la partita, al presidente dell'American League, Ban Johnson, per verificare le irregolarità, ma Johnson rifiutò l'incarico.

## La carriera successiva
Al termine di quella che sarebbe stata la sua stagione migliore, Robertson vinse 14 partite, perdendone però 15. Chiusa la carriera con un record in carriera di 49 vittorie e 80 sconfitte, militando per otto stagioni nella MLB. Rimane negli annali il suo giorno perfetto e il fatto che è stato il lanciatore di partita perfetta dopo cui passò più tempo prima della successiva, visto che il perfect game seguente fu lanciato da Don Larsen 34 anni dopo.
Dopo quella vittoria, Robertson soffrì di vari problemi al braccio per il resto della sua carriera. Lanciò per una stagione per i St. Louis Browns e per due anni per i Boston Braves e si ritirò nel 1928. Morì a Fort Worth in Texas ad 88 anni.